# Katarina Elisabeth Bader-Molnar
Katarina Elisabeth Bader-Molnar (bürgerlicher Name: Katarina Bader) (* 22. Januar 1913 in Berlin; † 25. Juni 2004 in Zürich) war eine deutsche Schriftstellerin, Bibliothekarin und Gymnasiallehrerin.

## Leben und Werk

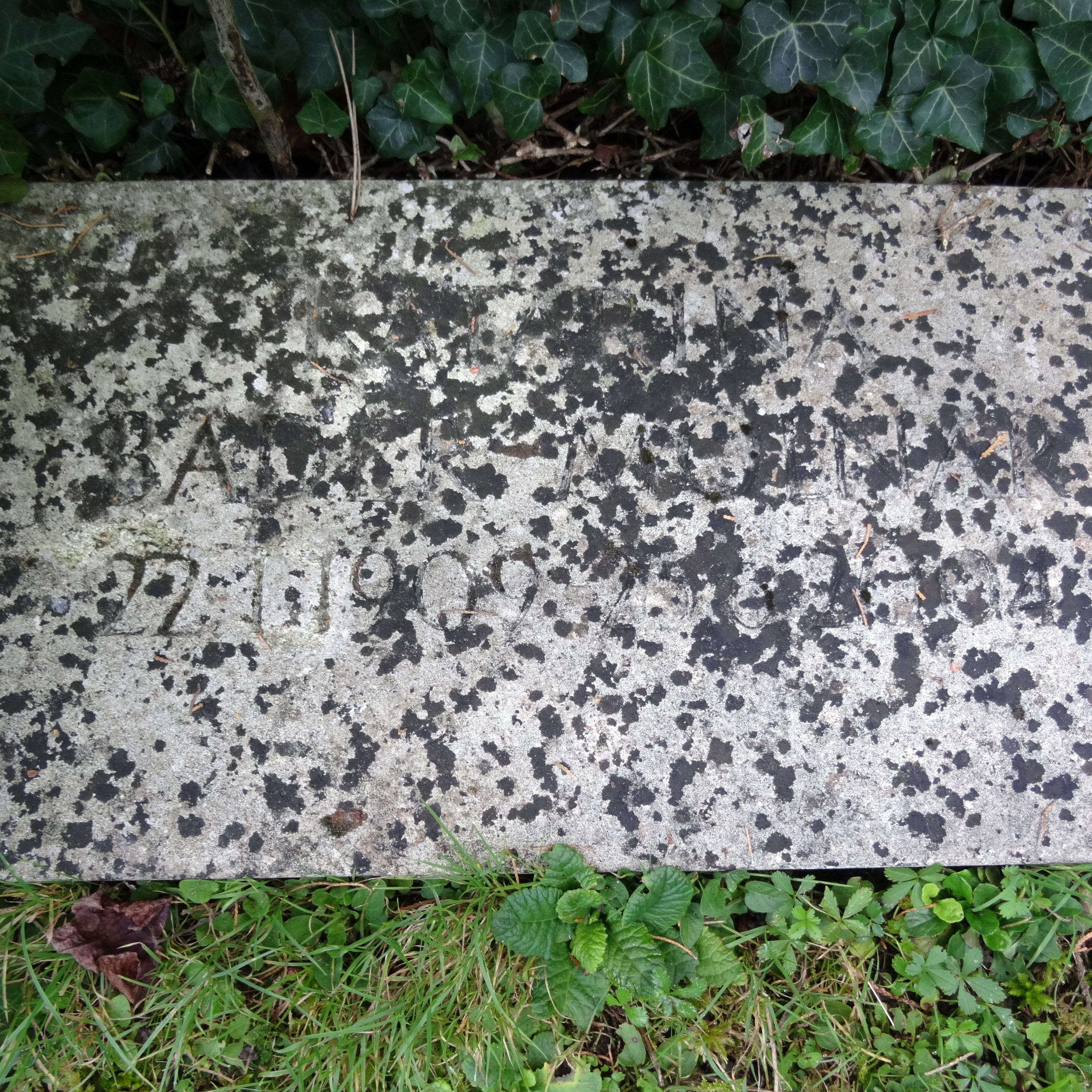
Grab, Friedhof Enzenbühl, Zürich

Katarina Elisabeth Bader-Molnar wurde als Tochter eines Fabrikdirektors und einer Lehrerin geboren und wuchs in Berlin auf. Ihre Urgroßeltern mütterlicherseits waren Sorben aus dem Spreewald. Sie besuchte ein Lyceum, eine Handelsschule und absolvierte eine Ausbildung zur Diplom-Bibliothekarin. Mit ihrem Ehemann hielt sie sich mehrere Jahre in Polen, England und Litauen auf. Später war sie als Bibliothekarin in Danzig an der Technischen Universität tätig. In Liverpool widmete sie sich der Studie der englischen Sprache und in Warschau widmete sie sich der polnischen Sprache.
Von 1945 bis 1957 unterrichtete Bader-Molnar als Lehrerin in Graudenz. Daneben studierte sie in den Jahren 1947–1950 Romanistik an der Nikolaus-Kopernikus-Universität Toruń und erhielt 1950 den Magister-Titel. Die Lehrberechtigung für Englisch erwarb sie später an der Pädagogischen Hochschule in Krakau.
Bader-Molnar lebte ab 1957 in Zürich und war dort ab 1975 als freie Schriftstellerin tätig. Ihr erster Gedichtband erschien bereits 1934. Sie war Anthroposophin und Mitglied in zahlreichen literarischen und künstlerischen Gesellschaften. Zu ihrem Werk zählen Gedichte, Erzählungen, Romane, Reiseberichte und Biographien.
Die evangelisch-lutherische Katarina Elisabeth Bader-Molnar fand ihre letzte Ruhestätte auf dem Friedhof Enzenbühl in Zürich. Auf ihrem Grabstein ist irrtümlicherweise das Geburtsjahr 1909 aufgeführt.

## Werke (Auswahl)
- 1964 mit Marlice Fergusson Ansprache, Zürich
- ca. 1965 Dia Poelang. Er kehrt zurück, Eigenverlag
- 1966 Gedichte, Juris, Zürich
- 1976 Lyriden. Gedichte, Hohenloher Druck- und Verlagshaus, Gerabronn
- 1978 Romantisches Gefüge. Gedichte und Erzählungen, Hohenloher Druck- und Verlagshaus, Gerabronn
- 1979 Teufelskreis und Lethequelle. Stufen und Sphären 1935–1945. Ein Entwicklungsroman, Hohenloher Druck- und Verlagshaus, Gerabronn
- 1979 mit Rolf Dorner Lyrik 1, Zürcher Schriftsteller-Verein
- 1979 Flöten im Röhricht. Gedichte einer Siebzehnjährigen, Juris, Zürich
- 1980 Neun Puppen und andere phantastische Geschichten, Juris, Zürich
- 1983 L'idée d'humanité dans œuvre de Voltaire jusqu'en 1750, Juris, Zürich
- 1980 Karola contra Isegrim und Reineke. Erzählung nach Magister Karola Ogińskas Aufzeichnungen, Hohenloher Druck- und Verlagshaus, Gerabronn
- 1981 Mira im Walfisch. Ernste und heitere Astropoesie, Hohenloher Druck- und Verlagshaus, Gerabronn
- 1984 Konrad Adenauer. Als der Kanzler schwankte. Verzicht auf Widerruf (Konrad Adenauer um und nach 1959), Essay, Hohenloher Druck- und Verlagshaus, Gerabronn
- 1985 Konrad Adenauer. Lorsque de Chancelier hésite, abdication et rétraction (Konrad Adenauer autour et aprés), Juris, Zürich
- 1988 Da waren Lebensträume noch süß. Lebensfrühling in Berlin. Roman, Zürich
- 1990 Vom Leuchten der Liebe. Kontrastreiche Wegstrecken 1944 bis 1965. Autobiografischer Roman, Hohenloher Druck- und Verlagshaus, Gerabronn
- 1991 Gehn und sein. Ausgewählte Gedichte, Edition L, Loßburg im Schwarzwald
- 1994 Bruderkrieg. Neue Gedichte, Hohenloher Druck- und Verlagshaus, Gerabronn